# Piper baezense
Piper baezense är en pepparväxtart som beskrevs av William Trelease. Piper baezense ingår i släktet Piper och familjen pepparväxter. Inga underarter finns listade i Catalogue of Life.